# 歌ってみた
歌ってみた（うたってみた）とは、SNSや動画共有サイト上にて自ら歌ってカバーした動画のジャンルを表す用語。歌ではなく楽器でカバーする場合は、「演奏してみた」「弾いてみた」などとも呼ばれる。

## 概要
自分の歌声を録音または撮影し、SNSやインターネット上に配信することである。「歌ってみた」を配信した動画のことを「歌ってみた動画」という。
日本では、2000年代中盤にニコニコ動画やYouTubeといった動画投稿サイトが誕生したことにより、サイト上に既存の楽曲をカバーした動画を投稿するアマチュアシンガーが登場し、動画投稿者を当初「歌手ではない」「歌手ほど大それたものではない」という意味合いで「歌い手」と呼ぶ文化が定着していった。
「歌ってみた」という表現は、2007年5月にこの単語がニコニコ動画内の動画ジャンルを表すカテゴリタグに採用されたことが由来となっている（カテゴリタグとしては2019年に廃止）。
一般的にはアマチュアシンガーによって使われる用語であるが、プロのシンガーが自身または他アーティストの曲をネット上でカバーする「歌ってみた動画」が注目されることもある。また、著名なレーベルからメジャーデビューし音楽活動を行う歌い手も多数存在する。

## 歌ってみたと著作権
音楽作品には、著作権の他に、著作隣接権というものが存在する。著作権は創作をした人に、著作隣接権は演奏をした人などに与えられる権利である。そのため、カラオケの音源などを無断で使用して歌ってみた動画を配信すると、著作隣接権の侵害となる。また、音楽家だけでなく、絵師、動画師、MIX師、エンコード師なども著作権を所有しているため、無断でイラストや動画を使用して歌ってみた動画を配信することも著作権の侵害となる。
JASRACやNexTone等の著作権管理会社と包括利用許諾契約を結んでいる、Youtubeやニコニコ動画、Tiktokに代表される、ストリーミング配信を提供するサイトではサイトが著作権料を支払うことで管理楽曲の演奏や歌唱に関してユーザーは著作権料の支払いを免除されている。ただし原曲の無許可配信は違反である。

## ボカロと「歌ってみた」の関係
2007年8月にVOCALOIDライブラリの初音ミクが登場して以降は、「ボカロP」が制作したボカロ曲を二次創作としてカバーし活動するアマチュアシンガーが増加した。とくに2007年12月にryoがニコニコ動画に投稿した楽曲『メルト』は、halyosyやガゼルなど当時活動していた多数の歌い手にカバーされ、「歌ってみた」の人気を勢いづけるきっかけとなった。VOCALOID文化とともに、それを歌う「歌い手」文化が相互に作用し、ニコニコ動画やYouTubeで人気ジャンルとして成長していった。
「歌ってみた」動画の原曲にボーカロイド曲が採用されることが多い理由としては、複雑な構成を持つボーカロイド曲を歌うことで歌い手の歌唱力を披露できることや、ボーカロイド曲の制作者がカラオケ音源をピアプロなどのCGM支援サイト上に公開しており動画制作が容易なことなどが挙げられる。

## 歌い手
前述の通り「歌ってみた」を中心に活躍するアマチュア歌手は「歌い手」と呼ばれており、歌い手は既存の楽曲やボーカロイドのカバーを行っていた。
また歌い手が集まった「歌い手グループ」も登場した。
しかしながらその後、歌い手がオリジナル曲も出すようになることで歌い手とネットシンガーの違いは小さくなっていき、2020年代にはオリジナル曲でデビューする歌い手グループも登場している。

### 歌い手をテーマとした作品
- アニメ
  - 『UniteUp!』 TOKYO MX放送 2023年冬[11]

- 一般漫画
  - れぇ『うちの旦那は歌い手です。』 PHP研究所 2013年4月10日[12] ISBN 978-4569810843
  - 矢田恵梨子『茜色のコンポーザー』→『アカネノネ』  月刊!スピリッツ→週刊ビッグコミックスピリッツ連載[13] 2022年〜2024年
  - むぐら『escape into the light』 まんがタイムきららキャラット連載[14] 2023年〜
  - こきち『いれいすハウスへようこそ！～個性バラバラな歌い手が一緒に住むことになった件～』 りぼん連載 2024年[15]〜2025年

- 小説
  - *あいら*『ウタイテ!』 野いちごジュニア文庫

- 成人向け漫画
  - クジラックス『歌い手のバラッド』コミックエルオー連載 2015年〜[16]